# Горнеро річковий
Горнеро річковий (Furnarius torridus) — вид горобцеподібних птахів родини горнерових (Furnariidae).

## Поширення
Вид поширений на північному сході Перу, крайньому північному сході Еквадору та на заході бразильського штату Амазонас. Мешкає у низинних заплавних лісах.

## Опис
Середня довжина тіла 17 см, вага тіла 48-57 грам.